# Le Village condamné
Pour plus de détails, voir Fiche technique et Distribution.
Le Village condamné (Das verurteilte Dorf) est un film dramatique est-allemand réalisé par Martin Hellberg et sorti en 1952.
Ce film, dans lequel des villageois bavarois s'opposent à la démolition de leur village au profit d'un aérodrome militaire américain, a reçu en 1953 le Prix international de la paix décerné par le Conseil mondial de la paix, influencé par l'Union soviétique, et compte parmi les films les plus populaires de la Deutsche Film AG.

## Synopsis
Après des années de captivité en Union soviétique, le paysan Heinz Weimann revient dans son petit village de Bärenweiler en Bavière. Son ancienne maîtresse, Käthe, est désormais mariée au fermier Fritz Vollmer, mais cela n'affecte guère Heinz. Il lui suffit de pouvoir à nouveau cultiver ses champs en tant qu'agriculteur. Le bonheur est de courte durée, car pendant la fête des moissons, le maire apprend que les autorités militaires américaines veulent faire évacuer Bärenweiler pour y construire un aérodrome militaire.
Le bourgmestre veut porter l'affaire devant le gouvernement régional, mais il est débouté, et le curé du village ne parvient pas non plus à convaincre l'évêque d'intervenir. Les habitants décident de se défendre et organisent des actions de protestation pacifiques devant le bâtiment du gouvernement, qui sont violemment réprimées par la police. Le village continue cependant à se serrer les coudes. Seul Fritz, le mari de Käthe, quitte le village. Il voit dans la résistance organisée par Heinz Weimann des agissements communistes qu'il n'est pas prêt à soutenir. Weimann sera plus tard arrêté pour résistance à l'autorité de l'État et condamné à un an de prison.
Entre-temps, Bärenweiler a certes reçu un soutien moral de toute la République fédérale, ainsi des mineurs de la Ruhr et des ouvriers des chantiers navals de Hambourg, même des citoyens de la RDA, lui donnent du courage, mais cela ne fait pas changer d'avis le gouvernement militaire américain. Des policiers militaires apparaissent bientôt pour évacuer le village. Au son des cloches de l'église du village, les habitants des villages voisins et les ouvriers de la ville se réunissent à Bärenweiler. Ensemble, ils font grève contre l'évacuation du village. Finalement, les militaires américains se retirent sans rien faire et Bärenweiler est sauvé.

## Fiche technique
- Titre français : Le Village condamné[1],[2] ou Un village divisé[3]
- Titre original : Das verurteilte Dorf[4]
- Réalisation : Martin Hellberg
- Scénario : Jeanne Stern (de), Kurt Stern (de)
- Photographie : Karl Plintzner (de), Joachim Hasler (de)
- Montage : Johanna Rosinski (de)
- Musique : Ernst Roters (de)
- Sociétés de production : Deutsche Film AG
- Pays de production :  Allemagne de l'Est
- Langue originale : allemand
- Format : Noir et blanc - 1,33:1 - Son mono - 35 mm
- Genre : Film dramatique
- Durée : 107 minutes
- Dates de sortie : 
  - Allemagne de l'Est : 15 février 1952

## Distribution
- Helga Göring : Käthe Vollmer
- Günther Simon : Heinz Weimann
- Eduard von Winterstein : Le curé du village
- Albert Garbe (de) : Maire
- Marga Legal (de) : veuve Rühling
- Albert Doerner : Fritz Vollmer
- Charlotte Crusius : Mère Weimann
- Otto Stübler (de) : Meisel, le fermier
- Friedrich Gnaß : Paysan Scheffler
- Ulrich von der Trenck (de) : Instituteur du village
- Aribert Grimmer (de) : paysan Riebnitz
- Wolf Kaiser : colonel américain
- Helmuth Hinzelmann (de) : Ministre de l'Intérieur
- Paul Paulsen (de) : évêque
- Heinz Dhein : Klaus Meitner
- Hermann Stövesand (de) : Anton Reinhard
- William Gade : Facteur rural
- Werner Pledath (de) : 1er directeur
- Peter Dornseif (de) : 2ème directeur
- Albert Venohr : capitaine américain
- Heinz Rosenthal (de) : Conseiller d'État
- Hans Finohr (de) : général américain
- Karl Heinz Deickert (de) : Peter Albrecht
- Nico Turoff (de) : Paysan
- Hermann Stetza (de) : Charpentier
- Otto Dierichs (de) : Procureur général
- Hans Rose : Gardien de prison
- Egon Vogel (de) : Paysan
- Liesel Eckhardt (de) : Paysanne
- Ruth Baldor (de) : Lindbäuerin
- Maria Köhler (de) : Paysanne
- Oskar Höcker (de) : Lind-Bauer
- Frank Michelis (de) : Paysan
- Herbert Bendey : Officier de police
- Willi Narloch (de) : Officier de police
- Edgar Engelmann : Garçon de ferme
- Marianne Fahl : Ami de la mariée
- Dieter Perlwitz (de) : Garçon de ferme
- Barbara Adolph (de) : Anna
- Harry Riebauer : policier militaire américain
- Paul R. Henker (de) : Homme d'affaires
- Lutz Götz (de) : Paysan
- Reimar Johannes Baur : Garçon de ferme
- Karl Brenk (de) : policier militaire américain
- Kurt Bobeth Bolander (de) : fonctionnaire américain
- Jean Brahn (de) : Propriétaire de cabarets
- Paul Streckfuß (de) : Ouvrier de Cassel
- Günter Glaser (de) : Policier

### Répercussions sur la politique en RDA
Alors que le film était diffusé dans les cinémas de la RDA, plusieurs milliers de personnes ont été expulsées de force de la zone frontalière de la RDA entre le 5 et le 8 juin 1952. Pour se défendre, les habitants de Streufdorf ont barricadé leur village. Alors que des escadrons de police et des canons à eau tentaient de mettre fin à la révolte, le maire, également concerné par l'expulsion forcée, aurait crié : « Pensez au film Le Village condamné ».